# Hrasta
Hrasta je zaselek na otoku Cres. Nahaja se ob glavni cesti Cres - Osor, južno od Vranskega jezera, nastal pa je iz skupine pastirskih stanov. Ob cesti je zapuščena gotska cerkev Sv. Petra iz 14. stoletja (Sv. Petar na pô puta), tj. pol poti med Cresom in Osorjem, v kateri je danes cisterna in ovčja staja. Zraven vasi je cestni odcep za Štivan in Martinšćico.